# Örjansgården
Se även Örjansgården (Falun)!

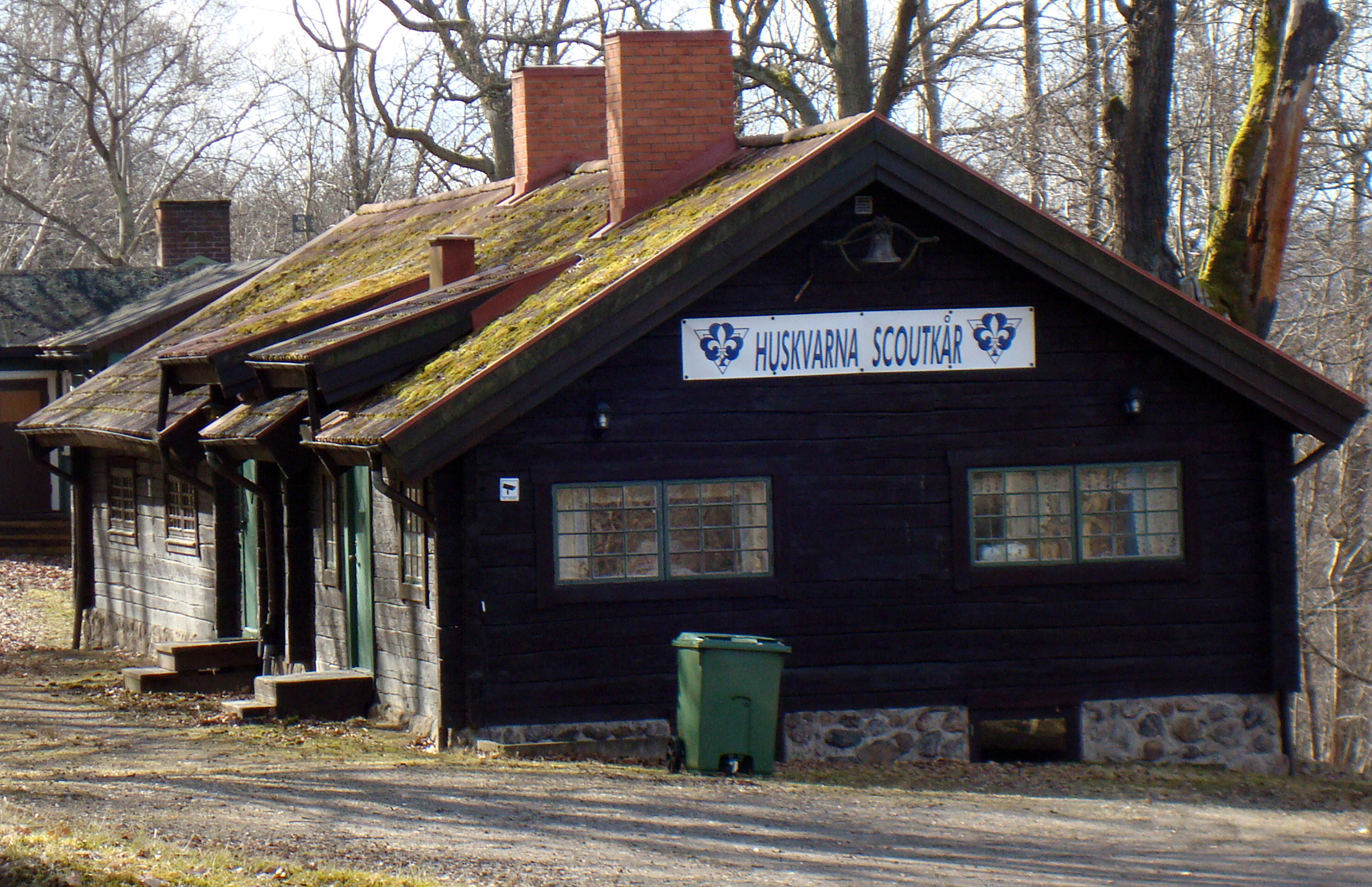
Örjansgården

Örjansgården i Huskvarna kommundel av Jönköpings kommun och dito län, Sverige, är Huskvarna Scoutkårs stuga. Örjansgården byggdes 1934, efter ritningar av T. Skoglund. Den är belägen på "Pustakulle" ovanför Hakarpsvägen med utsikt över Huskvarna och Sannaområdet. 
Pustakulle och Örjansgården har genom åren ingått i Huskvarnas traditionella vårfirande med fackeltåg och valborgsmässoeld.